# Colonia 6 de Mayo
Colonia 6 de Mayo är en ort i Mexiko.   Den ligger i kommunen Sinaloa och delstaten Sinaloa, i den västra delen av landet, 1 200 km nordväst om huvudstaden Mexico City. Colonia 6 de Mayo ligger 43 meter över havet och antalet invånare är 764.
Terrängen runt Colonia 6 de Mayo är platt. Runt Colonia 6 de Mayo är det ganska tätbefolkat, med 72 invånare per kvadratkilometer. Närmaste större samhälle är El Varal, 12,9 km sydväst om Colonia 6 de Mayo. Trakten runt Colonia 6 de Mayo består till största delen av jordbruksmark.